# Englands fattigvårdslagar

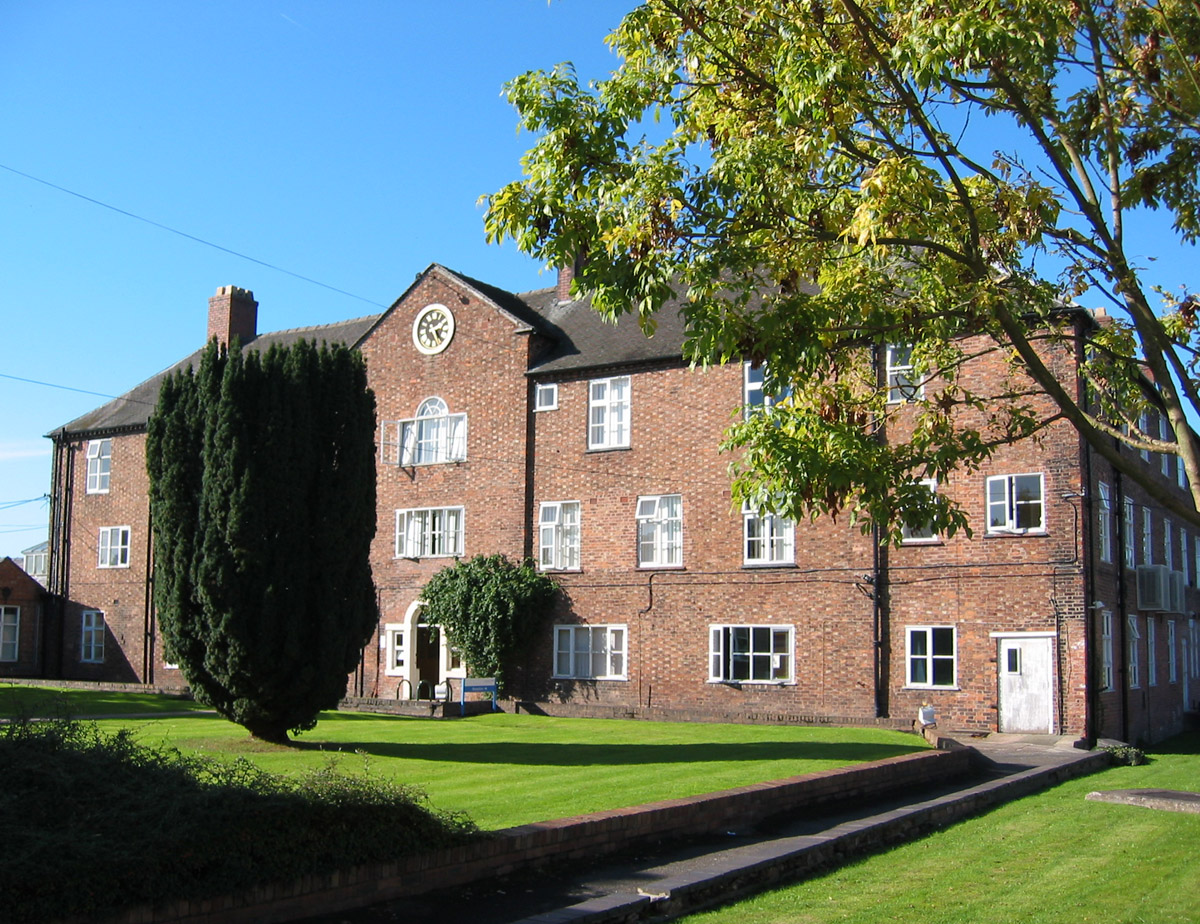
Fattigstuga i Nantwich, Cheshire från cirka 1780.

 Englands fattigvårdslagar var den fattigvård som i äldre tider förekom i England och Wales och utvecklades ur senmedeltidens och Tudorerans fattigvårdslagar, och stadgfästes 1587–1598. De sista resterna försvann genom tillväxten av den moderna välfärdsstaten efter andra världskriget.
De sista resterna avskaffades genom National Assistance Act 1948, men delar av lagen kvarstod officiellt i lagböckerna till 1967.

### Fotnoter
1. ↑  ”Encyclopedia: English Poor Laws”. Eh.net. 7 maj 2002. Arkiverad från originalet den 5 januari 2010. https://web.archive.org/web/20100105105148/http://eh.net/encyclopedia/article/boyer.poor.laws.england. Läst 17 maj 2009.
2. ↑  ”The Poor Law: overview”. Victorianweb.org. 8 november 2002. http://www.victorianweb.org/history/poorlaw/plintro.html. Läst 17 maj 2009.
3. ↑  ”British social policy 1601–1948”. .rgu.ac.uk. Arkiverad från originalet den 24 juli 2007. https://www.webcitation.org/5QZWT5l8U?url=http://www2.rgu.ac.uk/publicpolicy/introduction/historyf.htm. Läst 17 maj 2009.
4. ↑  ”The New Poor Law – 1834 – Britain”. Freespace.virgin.net. Arkiverad från originalet den 11 juni 2009. https://web.archive.org/web/20090611095914/http://freespace.virgin.net/owston.tj/newpoor.htm. Läst 22 juli 2009.
5. ↑  Peter Higginbotham. ”The Workhouse Web Site”. www.workhouses.org.uk. http://www.workhouses.org.uk/. Läst 17 maj 2009.